# Josef Neukirch

Feldarbeit; Gouache auf Papier

Josef Neukirch (* 25. Mai 1895 in Linz; † 18. Juli 1953 ebenda) war ein österreichischer Maler und Beamter.

## Leben und Wirken
Neukirch wurde nach der Absolvierung der Realschule in Linz 1915 Landesbeamter im Rechnungsdienst, zuletzt Landesrechnungsdirektor. Als Maler war er Autodidakt und besuchte von 1920 bis 1922 die Malschule Matthias May. Er war mit Alois Kaindl und Vilma Eckl freundschaftlich verbunden, die auch sein künstlerisches Werk beeinflussten. Er übte seine malerische Tätigkeit nebenberuflich in aller Stille aus und ist zu Lebzeiten nie in der Öffentlichkeit hervorgetreten. Seine Arbeiten, meist Entwürfe und Skizzen, verraten kompositionelles Können und feines Farbempfinden.
Er war ab 1926 Mitglied der Künstlervereinigung MAERZ. Sein künstlerischer Nachlass wurde von Otto Bejvl übernommen und bildete die Basis für dessen Kunsthandel in Linz in den 1960er-Jahren.

## Ausstellungen
Werke Neukirchs wurden in Gemeinschaftsausstellungen präsentiert:
- Mehrere Ausstellungen in der Galerie Otto Bejvl, Hofkabinett.
- 100 Jahre MAERZ – Die Anfänge 1913 bis 1938. Nordico, Linz 2013.

## Werke
Josef Neukirch schuf eine Reihe von Landschaftsbildern als Aquarelle in Mischtechnik auf Papier, Öl auf Platte und Öl auf Leinwand. Einzelne Gemälde befinden sich in der Gemäldesammlung der Oberösterreichischen Landesregierung.
- Gebirgslandschaft
- Landschaft
- Feldarbeit
- Badende
- Akte, Halbakte
- Pferd und Arbeiter
- Gebirgsstück
- Das Mahl